# Judy Chicago

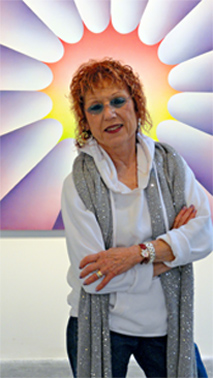
Judy Chicago, 2012

Judy Chicago (* 20. Juli 1939 als Judith Sylvia Cohen in Chicago, Illinois) ist eine US-amerikanische feministische Künstlerin und Schriftstellerin. Bekannt wurde sie durch ihr Werk The Dinner Party.

## Leben

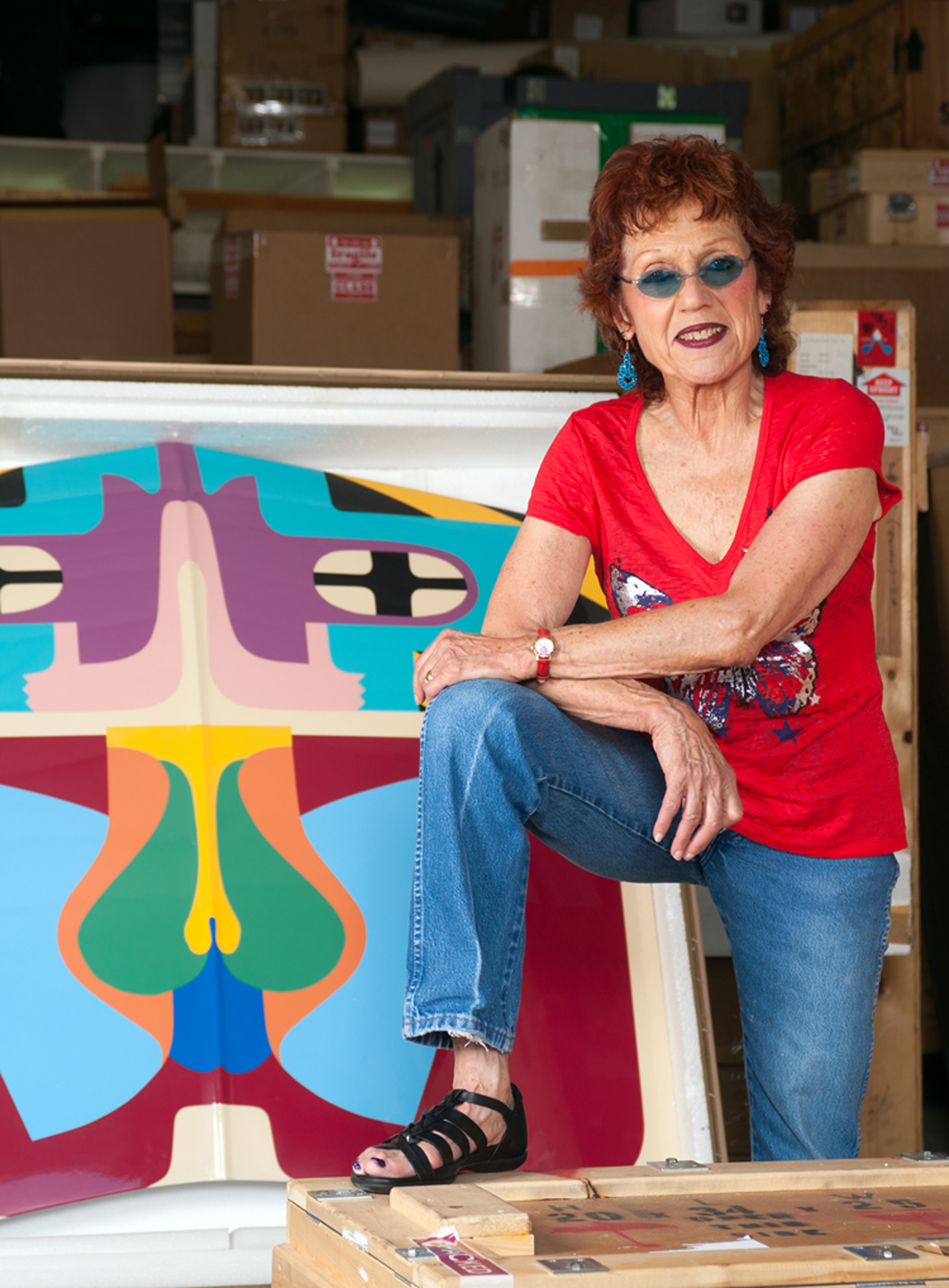
Judy Chicago mit einem Gemälde, 2015

Geboren als Judith Cohen, wuchs sie in Chicago in einer Familie mit stark jüdisch-amerikanischer Tradition auf, wurde von ihren gewerkschaftlich engagierten Eltern jedoch weltlich erzogen. Ihre Abschlüsse als Bachelor of Arts und Master of Arts machte sie an der University of California in Los Angeles in den Fächern Malerei und Skulptur. Ab 1970 nahm sie ihr Pseudonym Chicago an. Momentan ist sie als künstlerische Leiterin der Flower tätig, einer Non-Profit-Kunstorganisation, die sie 1978 in Zusammenhang mit ihrer künstlerischen Arbeit gründete. 
Ihr Ehemann ist der Fotograf Donald Woodman. 

## Künstlerisches Wirken

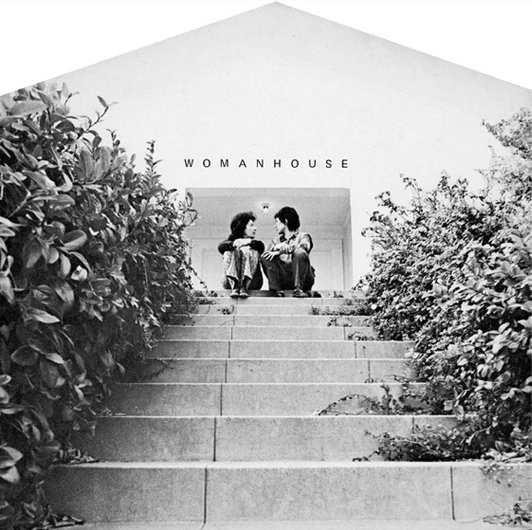
Ausstellungskatalog zu Womanhouse

### Womanhouse (1972)
1971 gründete Judy Chicago gemeinsam mit Miriam Schapiro das Feminist Art Program für das California Institute of the Arts (CalArts). Sie waren die Organisatorinnen einer der ersten feministischen Kunstausstellungen, Womanhouse, vom 30. Januar bis 28. Februar 1972, konzipiert von Paula Harper. Im Zentrum der Ausstellung stand, als Parodie der gesellschaftlichen Stereotype, die Hausarbeit von Frauen. Die Einnahmen aus dem Verkauf diverser Kunstwerke flossen in ein feministisches Kunstprogramm. Die Ausstellung bestand aus Installationen und einer Performance in einem 17-räumigen verlassenen Haus in Hollywood. Im Prozess des Kunst-Schaffens wurden Schlüsselkonzepte des Feminismus wie Zusammenarbeit und Bewusstmachung umgesetzt. Ziel der Ausstellerinnen war es, aktiv Kunst zu fördern, die weibliche Erfahrungen in den Mittelpunkt stellt.

### The Dinner Party (1974–1979)

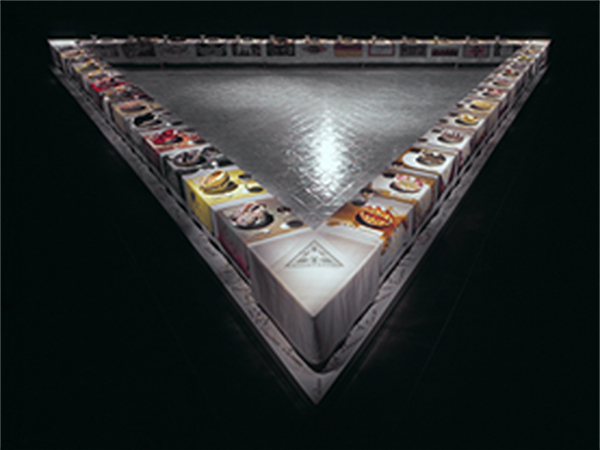
The Dinner Party

International bekannt wurde Judy Chicago mit ihrer Arbeit The Dinner Party, an der hunderte Freiwillige beteiligt waren. Das in Büchern gut dokumentierte Werk ist seit 2007 im Elizabeth A. Sackler Center for Feminist Art im Brooklyn Museum in New York untergebracht. Der Hauptteil, eine Hommage an die Geschichte der Frauen, besteht aus 39 Tellern auf einem dreieckigen Tisch. Jeder Teller ist, in Anlehnung an die vielfältigen anatomischen Variationen einer Vulva und ihrer poetischen Umschreibung als Blume, passend zum charakteristischen kulturellen Beitrag oder Erkennungszeichen der Eingeladenen gestaltet. Die 39 Sitzplätze an diesem fiktiven Dinner der mythischen und der geschichtlich realen Frauen sind den drei Seiten thematisch zugeordnet:
- Die 1. Seite mit einer Reihe der Göttinnen der Prähistorie, bis zu Hypatia in der Zeit des römischen Imperiums, veranschaulicht die Vorläufer und das Aufscheinen der Antike bis zu ihrer Auflösung.
- Die 2. Seite mit der Reihe von Marcella (325–410), einer Heiligen der römisch-katholischen und der orthodoxen Kirche, bis zu Anna Maria von Schürmann (1607–1678), veranschaulicht den Einfluss des Christentums bis zur Reformation.
- Die 3. Seite mit der Reihe von Anne Hutchinson (1591–1643) bis Georgia O’Keeffe (1887–1986) spannt den Bogen von der Amerikanischen Revolution bis zur ersten und zweiten Welle der Feministischen Umwälzung.

| 1. Seite: Von der Prähistorie bis zum Römischen Imperium 1. Primordiale Göttin (Gaia, Nyx, Ananke, Hemera, Thalassa) 2. Fruchtbarkeitsgöttin 3. Ištar 4. Kali 5. Kretische „Schlangengöttin“ Asasara 6. Sophia 7. Amazonen 8. Hatschepsut 9. Judit 10. Sappho 11. Aspasia 12. Boudicca 13. Hypatia |  | 2. Seite: Von den Anfängen des Christentums bis zur Reformation 14. Marcella 15. Birgitta von Schweden 16. Theodora I. 17. Hrotsvit (Roswitha von Gandersheim) 18. Trotula 19. Eleonore von Aquitanien 20. Hildegard von Bingen 21. Petronilla de Meath 22. Christine de Pizan 23. Isabella d’Este 24. Elisabeth I. von England 25. Artemisia Gentileschi 26. Anna Maria von Schürmann |  | 3. Seite: Von der Amerikanischen- bis zur Feministischen Revolution 27. Anne Hutchinson 28. Sacajawea 29. Caroline Herschel 30. Mary Wollstonecraft 31. Sojourner Truth 32. Susan B. Anthony 33. Elizabeth Blackwell 34. Emily Dickinson 35. Ethel Smyth 36. Margaret Sanger 37. Natalie Barney 38. Virginia Woolf 39. Georgia O’Keeffe |

Die Namen weiterer 999 mythischer und historischer Frauen sind auf 2300 unter dem Tischdreieck liegenden Bodenfliesen festgehalten.

### Sonstige Projekte
Das Birth Project 1980–1985 führte über die ganze USA ein Netzwerk von ausgebildeten Textilarbeiterinnen zusammen. In Holocaust Project 1993 wurde der deutsche Völkermord an den Juden mit der universalen Erfahrung der Verletzlichkeit menschlicher Wesen in Verbindung gebracht. Resolutions von 1994 kehrte thematisch zum Feminismus zurück.

## Bücher
- Through the Flower: My Struggle as a Woman Artist (1975)
- The Dinner Party: A Symbol of Our Heritage (1979)
- Embroidering Our Heritage: The Dinner Party Needlework (1980)
- The Birth Project (1985)
- Holocaust Project: From Darkness into Light (1993)
- The Dinner Party (1996)
- Beyond the Flower: The Autobiography of a Feminist Artist (1996)
- Fragments from the Delta of Venus (2004)
- Kitty City: A Feline Book of Hours (2005)

## Rezeption
2017 führte die deutsche Choreografin Sasha Waltz im Rahmen des Festivals Tanz im August ihr Tanzstück Women in der Elisabethkirche in Berlin auf. Waltz berief sich mit diesem Werk auf die Installation The Dinner Party. Von der Kritik wurde das Tanzstück als sehr blutig empfunden, während The Dinner Party „eine exquisit eingedeckte Tafelrunde für die historische Prominenz von Sappho bis Virginia Woolf“ sei, „unbelebt“ und deshalb Nahrung „für die Fantasie der Betrachterin“.
Die erste Überblicksausstellung von Judy Chicago in Deutschland fand 2025 unter dem Titel Judy Chicago: Revelations in der Kunsthalle Recklinghausen statt. Das Ausstellungsprojekt war eine Kooperation der Kunsthalle mit der Londoner Serpentine Gallery, wo die die mehr als 160 Werke im Jahr zuvor zu sehen waren.